# Allert Tollstorp
Sigfrid Ulf Allert Tollstorp, född 3 september 1921 i Örebro, död 16 juni 1999, var en svensk jurist.
Tollstorp, som var son till grosshandlare Allert Tollstorp och gymnastikdirektör Siri Gyllenram, avlade socionomexamen i Stockholm 1947 och blev juris kandidat 1953. Han var tjänsteman vid Statens arbetsmarknadskommission 1943–1945, Arbetsmarknadsstyrelsen 1948, amanuens och byråsekreterare vid studielånenämnden 1948–1954, anställd vid landsstaten från 1954, blev tillförordnad landssekreterare i Gävleborgs län 1967, landssekreterare i Västerbottens län 1969, länsråd i Kopparbergs län 1971, tillförordnat länsråd i Gävleborgs län 1971 och var länsråd 1980–1987. Han var länsstyrelsens ombud i Gävle-Dala stadshypotekförening 1968–1986, innehade styrelseuppdrag inom Nya Sparbanken Västerås och Gävle, Länsförsäkringar Gästrikland och var särskild ledamot av kammarrätten i Sundsvall 1981–1995.